# Lendah
Lendah ist ein Distrikt (Kecamatan) im Regierungsbezirks (Kabupaten) Kulon Progo der Sonderregion Yogyakarta im Süden der Insel Java. Der Kecamatan liegt im Südosten des Kabupaten und grenzt im Osten (Kec. Pandak) und Südosten (Kec. Srandakan) an den Regierungsbezirk Bantul. Ansonsten bilden drei interne Kecamatan die Nachbarn: Galur im Süden, Panjatan im Westen und Sentolo im Norden. Ende 2021 zählte der Distrikt 41.217 Einwohner auf 38,31 km² Fläche.

## Verwaltungsgliederung
Der Kecamatan (auch Kapanewon genannt) gliedert sich in sechs ländliche Dörfer (Desa):
| PUM-Code 1    | Desa        | Fläche (km²) | Bevölkerung zur Volkszählung 2 | Bevölkerung zur Volkszählung 2 | Bevölkerung zur Volkszählung 2 | Bevölkerung zur Volkszählung 2 | Bevölkerung zur Volkszählung 2 | Bevölkerung zur Volkszählung 2 | Pend./ Dusun 4 | RW/ RT 5 |
| PUM-Code 1    | Desa        | Fläche (km²) | 002000                         | 002010                         | Männer                         | Frauen                         | 2020                           | Dichte 3                       | Pend./ Dusun 4 | RW/ RT 5 |
| ------------- | ----------- | ------------ | ------------------------------ | ------------------------------ | ------------------------------ | ------------------------------ | ------------------------------ | ------------------------------ | -------------- | -------- |
| 34.01.05.2001 | Wahyuharjo  | 1,67         | 1.579                          | 1.694                          | 944                            | 969                            | 1.913                          | 1.143,5                        | 5              | 10/20    |
| 34.01.05.2002 | Bumirejo    | 8,25         | 7.601                          | 8.048                          | 4.471                          | 4.492                          | 8.963                          | 1.085,8                        | 15             | 33/72    |
| 34.01.05.2003 | Jatirejo    | 6,36         | 5.968                          | 6.298                          | 3.394                          | 3.487                          | 6.881                          | 1.082,1                        | 10             | -/54     |
| 34.01.05.2004 | Sidorejo    | 8,44         | 6.805                          | 7.187                          | 3.941                          | 3.977                          | 7.918                          | 938,3                          | 14             | -/80     |
| 34.01.05.2005 | Gulurejo    | 5,46         | 6.151                          | 6.622                          | 3.679                          | 3.679                          | 7.358                          | 1.348,1                        | 10             | 28/65    |
| 34.01.05.2006 | Ngentakrejo | 5,41         | 6.000                          | 6.598                          | 3.687                          | 3.636                          | 7.323                          | 1.353,9                        | 8              | 16/53    |
| 34.01.05      | Kec. Lendah | 35,59        | 34.104                         | 36.447                         | 20.116                         | 20.240                         | 40.356                         | 1.133,9                        | 62             | 87/344   |

## Demographie
Grobeinteilung der Bevölkerung nach Altersgruppen (zum Zensus 2020)
| Altersgruppen | 00Männer | 00Frauen | zusammen |
| ------------- | -------- | -------- | -------- |
| 0 – 14        | 4.321    | 3.954    | 8.275    |
| 15 – 64       | 13.573   | 13.475   | 27.048   |
| 65+           | 2.222    | 2.811    | 5.033    |
| gesamt        | 20.116   | 20.240   | 40.356   |
| anteilig (%)  |          |          |          |
| 0 – 14        | 21,48    | 19,54    | 20,51    |
| 15 – 64       | 67,47    | 66,58    | 67,02    |
| 65+           | 11,05    | 13,89    | 12,47    |

### Bevölkerungsentwicklung
In den Ergebnissen der sieben Volkszählungen seit 1961 ist folgende Entwicklung ersichtlich:
| Einheit/Jahr     | 1961         | 1971         | 1980         | 1990         | 2000         | 2010         | 2020         |
| ---------------- | ------------ | ------------ | ------------ | ------------ | ------------ | ------------ | ------------ |
| Kec. Lendah      | 29.042       | 31.439       | 32.937       | 33.829       | 34.104       | 36.447       | 40.356       |
| Anteil in %      | 1,30         | 1,26         | 1,20         | 1,16         | 1,09         | 1,05         | 1,10         |
| Kab. Kulon Progo | 337.127      | 370.629      | 380.685      | 372.309      | 370.944      | 388.869      | 436.395      |
| Sonderregion DIY | 00 2.231.062 | 00 2.487.177 | 00 2.750.025 | 00 2.912.611 | 00 3.120.478 | 00 3.457.491 | 00 3.66.8719 |